# Michael Schreiber (Theologe)
Michael Schreiber (* 25. September 1662 in Königsberg (Preußen); † 7. Oktober 1717 ebenda) war ein deutscher lutherischer Theologe.

## Leben
Der Sohn des Bürgers der Königsberger Vorstadt Steindam und Stecknadelschmied Melchior Schreiber († 7. März 1667) und dessen Frau Anna Belgard († 19. Mai 1680) hatte die Schule der Königsberger Altstadt besucht. Am 13. April 1680 immatrikulierte er sich an der Universität Königsberg, um ein Studium der Theologie zu absolvieren. Hier besuchte er anfänglich die Vorlesungen von Bernhard Reimann († 1704) in Logik und Metaphysik, bei Paul Rabe (1656–1713) absolvierte er Studien zur Aristotelischen Philosophie, bei Andreas Plomann setzte er sich mit hebräischer Literatur auseinander und hatte auch die Rhetorikvorlesungen von Jacob Reich, die Literaturwissenschaftlichen Vorlesungen von Conrad Vogt (1634–1691), die Geschichtsvorlesungen von Bartholomäus Goldbach (1640–1708) und die Vorlesungen zur Mathematik, Politik, sowie Ethik bei Georg Thegen besucht.
Viel Förderung fand er bei Gottfried Stein (1656–1695), unter dm er 1684 die Disputation de oratore perfecto absolviert hatte. Neben den philosophischen Studien, die für ein theologisches Studium damals Voraussetzungen waren, hatte er an der theologischen Fakultät der Hochschule die Vorlesungen von Melchior Zeidler, Bernhard von Sanden der Älteren und Friedrich Deutsch (1657–1709) besucht. Zudem hatte er an verschiedenen Kirchen der Stadt Predigten gehalten und sich so auf ein zukünftiges Amt als Theologe rhetorisch vorbereitet. Nachdem er ab 1684 als Hauslehrer verschiedener Personen gewirkt hatte, betätigte er sich als Redner bei Universitätsveranstaltungen. Dort wurden die Kuratoren der Universität auf ihn aufmerksam und übertrugen ihm 1690 die ordentliche Professur der Rhetorik an der Universität Königsberg.
Um sich auf das Amt vorzubereiten, verließ Schreiber am 13. Oktober Königsberg und absolvierte eine Bildungsreise, die ihn an die Universität Wittenberg, an die Universität Leipzig, an die Universität Erfurt, an die Universität Jena und an die Universität Altdorf führte. Er hatte sich auch die Handelsstädte und Residenzen in Danzig, Naumburg, Nürnberg, Stettin, Berlin, Dresden, Weimar und Coburg angeschaut. So kam er mit den damals bedeutenden Persönlichkeiten Johann Schmid, Philipp Jacob Spener, Johann Volkmar Bechmann, Johann Wilhelm Baier, Valentin Velthem (1645–1700), Johann Philipp Slevogt (1649–1727), Kaspar Posner (1626–1700), Johann Andreas Schmidt, Konrad Feuerlein, Christian Thomasius, Erasmus Francisci, dem Polyhistor Johann Christoph Wagenseil und dem Hebräist Johann Andreas Danz in Kontakt. In Jena erwarb er am 10. November 1690 den akademischen Grad eines Magisters der philosophischen Wissenschaften.
Am 21. Februar 1691 war der nach Königsberg zurückgekehrt, wurde am 13. April desselben Jahres in den Senat der philosophischen Fakultät berufen und trat am 27. April 1691 seine übertragene Professur an. Er hielt Vorlesungen über Marcus Tullius Cicero, Quintilian, über Briefe des Plinius der Ältere, über Rhetorik des Aristoteles und über die Geschichte des Quintus Curtius Rufus (Historiker). Schreiber, der auch als Domschulinspektor wirkte, übertrug man am 19. Mai 1694 das Bibliothekariat der Wallenrodtschen Bibliothek.
Bei Universitätsveranstaltungen hatte Schreiber einen guten Ruf als Redner erworben. Nachdem sich Friedrich der III. von Brandenburg am 25. Januar 1701 in Königsberg zum König von Preußen krönen ließ, hielt Schreiber in diesem Zusammenhang eine Rede über die Erhöhung Preußens zum Königreich. Dem anwesenden König gefiel die Rede so gut, dass er Schreiber ein jährliches Gehalt von 100 Talern bewilligte und ihm eine frei werdende Pfarrstelle in Königsberg versprach. Im selben Jahr am 1. September übertrug man ihm zudem die Professur der Geschichte.
In dieser Eigenschaft hielt er Vorlesungen zur allgemeinen Geschichte, Kirchengeschichte und über Geographie. Am 1. Mai 1709 wurde er außerordentlicher Professor der Theologie, Pfarrer am Königsberger Dom und Mitglied des samländischen Konsistoriums. Um den dafür notwendigen akademischen Grad zu erhalten, absolvierte Schreiber im September ein Examen pro gradu doctoris theologiae und verteidigte im Dezember eine theologische Dissertation. Am 2. Februar 1710 wurde er zum Doktor der Theologie promoviert, er wurde danach zum ordentlichen dritten Professor der Theologie in Königsberg ernannt, gab seine philosophischen Professuren auf und trat das neue Amt am 13. Mai an. Am 12. Februar 1717 rückte Schreiber zum zweiten ordentlichen Professor der theologischen Fakultät auf. Er starb aber noch im selben Jahr an einer schweren Krankheit. Sein Leichnam wurde am 19. Oktober im Professorengewölbe des Königsberger Doms beigesetzt.

## Familie
Schreiber war zwei Mal verheiratet gewesen.
Seine erste Ehe ging er am 29. April 1692 mit Anna Barbara († 13. April 1700 an Schwindsucht), Tochter des Pfarrers Thomas Masecovia und dessen Frau Sibylla Niemeyer, ein. Aus der Ehe stammen drei Töchter, die jedoch alle in jungen Jahren an Pocken starben.
Nach dem Tod seiner ersten Frau verheiratete sich Schreiber am 13. Oktober 1700 mit Agnes, der Tochter des kurfürstlichen Sekretärs, Post- und Rentmeisters in Stolpe Christoph Bauer. Aus der Ehe stammen drei Töchter und zwei Söhne.
Von den Kindern ist bekannt:
I. Ehe
- Anna Sybilla (* 7. Mai 1693; † 18. November 1699 an Pocken)
- Maria Loysa (* 25. März 1696; † 25. Dezember 1699 an Pocken)
- Anna Barbara (* 1698; † 4. Dezember 1699 an Pocken)

II. Ehe
- Agnes (* 26. Juli 1701; † 30. Januar 1702)
- Michael (* 1702; † 12. August 1706)
- Tochter NN.
- Christoph Melchior Schreiber
- Johann Friedrich Schreiber (1705–1760)

## Werke
Schreiber hat eine Vielzahl an Trauerreden, Glückwunschschriften und kleinen Programmen veröffentlicht, die nicht alle aufgezählt werden können.
- Theses, locum Aristotelis ex lib. III. Rhet. c. VII. de eo quod in Elocutione. . . dicitur, illustrantes. (Pro rucepiioue iu facultatem philosophicam) Resp. Job. Tilesius. Königsberg 1691
- Dissertatio rhetorica de Argumentis affectuum in genere (pro loco Ordinario Professionis Eloquentiae.) Resp. Heinr. Tilesius. Königsberg 1691
- Dispntatio hietorica de inauguratione Regum, qaam pro obtinendo loco Profeesionis hiatoriarnm ordinariae, publico venti-landam proponit M. Schreiber. Reap. Job. Chr. Teuber. Königsberg 1701
- Dispntatio historico-ecclesiaetica de Igne paechali quo sepulchrum Dominicum coelitus quotannis illustrari creditur a praeside M. M. Schreiber et respondente Georgio Werner Reg. Bor. publicae Eruditorum ventilationi expoaita Ao 1705 ad d. April. Königsberg 1705
- De norma controversiarum fidei (pro gradu doctorali in Theologia). 1710
- De concordia Christianorum in primitiva Ecclesia (pro loco profess, theologiae). 1714
- De genuino et harmonico sensu dictorum Exod. XX 5 et Ezech. XVIII 19. 20 apparentes sibi contradicentium.
- De quaeatione qaoties sit commnnicandura? 1716
- Num cogitationes poenae sint dignae?
- Thesium historico – theologicarum Pentadee XX „darinnen die vornehmsten Hauptpunkte aus der Kirchenhistorie berücksichtigt werden.“ (Strubberg in „alten und neuen Nachrichten auf das Jahr 1783.“)